# Municipio de Quinby
El municipio de Quinby (en inglés: Quinby Township) es un municipio ubicado en el condado de Kidder en el estado estadounidense de Dakota del Norte. En el año 2010 tenía una población de 7 habitantes y una densidad poblacional de 0,08 personas por km².

## Geografía
El municipio de Quinby se encuentra ubicado en las coordenadas 47°2′2″N 99°48′44″O / 47.03389, -99.81222. Según la Oficina del Censo de los Estados Unidos, el municipio tiene una superficie total de 93.13 km², de la cual 75,8 km² corresponden a tierra firme y (18,61 %) 17,33 km² es agua.

## Demografía
Según el censo de 2010, había 7 personas residiendo en el municipio de Quinby. La densidad de población era de 0,08 hab./km². De los 7 habitantes, el municipio de Quinby estaba compuesto por el 100 % blancos. Del total de la población el 0 % eran hispanos o latinos de cualquier raza.